# Babylon Berlin
Babylon Berlin è una serie televisiva tedesca prodotta da X-Filme Creative Pool in coproduzione con Degeto Film, Sky Studios e Beta Film.
La serie è basata sui libri di Volker Kutscher, le cui trame spaziano dal 1929 al 1934. Il protagonista è il commissario di polizia Gereon Rath, che è stato trasferito dalla città di Colonia alla capitale.

## Trama
La serie si svolge a Berlino dal 1929, nel periodo della Repubblica di Weimar. Il protagonista è il commissario Gereon Rath, che viene trasferito da Colonia a Berlino per indagare nel contesto di un caso di ricatto e inquadrato nella buoncostume. Incontra Charlotte Ritter presso la sede della polizia di Berlino e inizia le sue indagini insieme al suo collega Bruno Wolter di Berlino, nel corso delle quali entra in contatto con politica, omicidi, arte, droga, emancipazione ed estremismo.

## Episodi
| Stagioni         | Episodi | Prima TV Germania | Pubblicazione Italia |
| ---------------- | ------- | ----------------- | -------------------- |
| Prima stagione   | 8       | 2017              | 2017                 |
| Seconda stagione | 8       | 2017              | 2017                 |
| Terza stagione   | 12      | 2020              | 2020                 |
| Quarta stagione  | 12      | 2022              | 2022                 |

## Personaggi e interpreti

### Principali
- Commissario Gereon Rath (stagione 1-in corso), interpretato da Volker Bruch, doppiato da Stefano Crescentini.
- Charlotte Ritter (stagione 1-in corso), interpretata da Liv Lisa Fries, doppiata da Federica De Bortoli.
- Bruno Wolter (stagioni 1-2), interpretato da Peter Kurth, doppiato da Dario Oppido.
- August Benda (stagioni 1-2), interpretato da Matthias Brandt, doppiato da Paolo Buglioni.
- Greta Overbeck (stagioni 1-3), interpretata da Leonie Benesch, doppiata da Chiara Gioncardi.
- Reinhold Gräf (stagione 1-in corso), interpretato da Christian Friedel, doppiato da Stefano Brusa.

### Ricorrenti
- Swetlana Sorokina (stagione 1-in corso), interpretata da Severija Janušauskaitė, doppiata da Anna Cesareni.
- Alfred Nyssen (stagione 1-in corso), interpretato da Lars Eidinger, doppiato da Alessio Cigliano.
- Alexej Kardakow (stagione 1-in corso), interpretato da Ivan Shvedoff, doppiato da Pasquale Anselmo.
- Edgar Kasabian/"L'Armeno" (stagione 1-in corso), interpretato da Mišel Matičević, doppiato da Alberto Angrisano.
- Dott. Anno Schmidt/Rath (stagione 1-in corso), interpretato da Jens Harzer, doppiato da Gianni Bersanetti.
- Elisabeth Behnke (stagione 1-in corso), interpretata da Fritzi Haberlandt, doppiata da Benedetta Degli Innocenti.
- Samuel Katelbach (stagione 1-in corso), interpretato da Karl Markovics, doppiato da Saverio Moriones.
- Irmgard Benda (stagione 1-in corso), interpretata da Jeanette Hain.
- Maggiore generale Seegers (stagione 1-in corso), interpretato da Ernst Stötzner, doppiato da Dario Penne.
- Maggiore Beck (stagione 1-in corso), interpretato da Joachim Paul Assböck.
- Colonnello Günther Wendt (stagione 1-in corso), interpretato da Benno Fürmann, doppiato da Stefano Alessandroni.
- Karl Zörgiebel (stagione 1-in corso), interpretato da Thomas Thieme, doppiato da Bruno Alessandro.
- Dott.ssa Völcker (stagione 1-in corso), interpretata da Jördis Triebel, doppiata da Paola Majano.
- Stephan Jänicke (stagioni 1-2), interpretato da Anton von Lucke, doppiato da Lorenzo De Angelis.
- Trochin (stagione 1-in corso), interpretato da Denis Burgaslijew, doppiato da Francesco Prando.
- Grigori Selenskij (stagione 1-in corso), interpretato da Dmitri Alexandrov.
- Michail Fallin (stagione 1-in corso), interpretato da Waléra Kanischtscheff.
- Helga Rath (stagione 1-in corso), interpretata da Hannah Herzsprung, doppiata da Sophia De Pietro.
- Moritz Rath (stagione 1-in corso), interpretata da Ivo Pietzcker.
- Engelbert Rath (stagione 1-in corso), interpretato da Hanns Zischler.
- Fritz/Richard Pechtmann (stagioni 1-3), interpretato da Jacob Matschenz.
- Otto/Horst Kessler (stagioni 1-3), interpretato da Julius Feldmeier.
- Erich Ritter (stagione 1-in corso), interpretato da Pit Bukowski.
- Minna Ritter (stagione 1-in corso), interpretata da Hildegard Schroedter.
- Ilse Ritter (stagione 1-in corso), interpretata da Laura Kiehne.
- Toni Ritter (stagione 1-in corso), interpretata da Irene Böhm.
- Doris (stagione 1-in corso), interpretata da Lilli Fichtner.
- Emma Wolter (stagioni 1-2), interpretata da Marie Gruber.
- Max Fuchs (stagione 1-in corso), interpretato da Sebastian Urzendowsky.
- Ernst "Buddha" Gennat (stagione 1-in corso), interpretato da Udo Samel, doppiato da Carlo Valli.
- Böhm (stagione 1-in corso), interpretato da Godehard Giese, doppiato da Francesco Bulckaen.
- Döhmann (stagione 1-in corso), interpretato da Waldemar Kobus.
- Maggiore Scheer (stagione 1-in corso), interpretato da Florian Panzner.
- Gustav Böß (stagione 1-in corso), interpretato da Detlef Bierstedt.
- Sebald (stagione 1-in corso), interpretato da Hendrik Heutmann.
- Dott. Schwarz (stagione 1-in corso), interpretato da Anton Rattinger.
- Marie-Louise Seegers (stagione 3-in corso), interpretato da Saskia Rosendahl.
- Esther Kasabian (stagione 3-in corso), interpretata da Meret Becker, doppiata da Laura Romano.
- Walter Weintraub (stagione 3-in corso), interpretato da Ronald Zehrfeld, doppiato da Simone D'Andrea.
- Heymann (stagione 3-in corso), interpretato da Martin Wuttke, doppiato da Stefano Mondini.
- Vera (stagione 3-in corso), interpretata da Caro Cult.
- Tristan Roth (stagione 3-in corso), interpretato da Sabin Tambrea, doppiato da Emiliano Coltorti.

## Produzione

### Sviluppo
La serie è stata inizialmente progettata per 16 episodi di 45 minuti in due stagioni e ha un budget di quasi 40 milioni di euro, rappresentando così la più costosa produzione televisiva tedesca. I primi piani per la serie sono iniziati nell'ottobre 2013, dopo che X-Filme Creative Pool si era assicurata i diritti nel 2012. Per Tom Tykwer, Babylon Berlin è la seconda produzione televisiva dopo la serie Netflix Sense8. All'inizio di novembre del 2017, Tykwer ha confermato che altre due stagioni sono state pianificate.
Dopo che Sky Deutschland ha deciso di interrompere la produzione di serie originali nel giugno 2023, le case di produzione ARD Degeto, X Filme Creative Pool e Beta Film si impegnano a sviluppare una quinta stagione. Nel giugno 2024 è stato annunciato che la quinta stagione sarebbe stata l'ultima, le cui riprese sono iniziate nel febbraio 2025.

### Riprese
L'inizio delle riprese per la prima stagione era previsto per il 2015. Tuttavia, il complesso finanziamento e la necessaria costruzione degli esterni nella nuova Berliner Straße dello Studio Babelsberg hanno ritardato l'inizio delle riprese. Nel febbraio 2016 è stato annunciato che già due stagioni erano state programmate e finanziate. Le riprese iniziarono nel maggio 2016.

## Distribuzione
La prima stagione è stata trasmessa sul canale Sky One dal 13 ottobre al 3 novembre 2017, ciascuno come doppio episodio; la seconda stagione, invece, è iniziata il 10 novembre 2017. In Italia, l'intera prima stagione è stata resa disponibile il 28 novembre 2017 su Sky Box Sets e viene trasmessa dalla stessa data su Sky Atlantic. La terza stagione è stata trasmessa dal 24 gennaio al 28 febbraio 2020, mentre in Italia è andata in onda dal 1º aprile al 6 maggio 2020. La quarta stagione è trasmessa dall'8 ottobre 2022 su Sky One e in Italia dall'11 ottobre seguente. Dal 9 marzo 2019 viene trasmesso in chiaro da Rai 4.

## Accoglienza
Carolin Ströbele, giornalista di Die Zeit, ha elogiato la serie dicendo che: "La storia è altamente dinamica e unisce il sesso, la criminalità e la storia in modo piacevole e discreto".